# Laphria remota
Laphria remota är en tvåvingeart som beskrevs av Hermann 1914. Laphria remota ingår i släktet Laphria och familjen rovflugor. Inga underarter finns listade i Catalogue of Life.